# そり舌放出音
そり舌放出音（そりじた ほうしゅつおん）とは、放出音の一つで国際音声記号は[ʈʼ]である。

## 特徴
- 発音 - 声帯の振動を伴わない無声音。
- 調音
  - 調音位置 - 持ち上げられた舌尖と歯茎後部によるそり舌音。
  - 調音方法
    - 口腔内の気流 - 舌の中央の隙間を気流が通る中線音。
    - 調音器官の接近度 - 喉頭を上昇させて声道内に気流を生成することによって生じる放出音。

## 言語例
- ヨツク語ウクチュムニ方言[1]:ṭʼa∙yʼ[ʈʼaːjˀ]
- インド英語:beet [biːʈʼ]